# Rhodosporidiobolus fluvialis
 (juillet 2024).
Espèce
Rhodosporidiobolus fluvialis est une espèce de champignons basidiomycètes de la famille des Sporidiobolaceae. Ce pathogène pour les humains peut présenter une résistance à certains fongicides, notamment le fluconazole et la caspofungine.

## Systématique
Le nom correct complet (avec auteur) de ce taxon est Rhodosporidiobolus fluvialis (Fell (d), Kurtzman (d), Tallman (d) & J.D.Buck (d)) Q.M.Wang (d), F.Y.Bai (d), M.Groenew. (d) & Boekhout (d).
Rhodosporidiobolus fluvialis a pour synonyme :
- Rhodosporidium fluviale Fell, Kurtzman, Tallman & J.D.Buck

## Résistance aux fongicides
Rhodosporidiobolus fluvialis a été isolé chez deux patients distincts. Il prolifère à une température de 37 °C c'est-à-dire une température similaire à celle du corps humain. Incubé à cette température, des DRO s'accumulent et endommagent l'ADN entrainant des mutations qui provoquent le développement d'une résistance à l'amphotéricine B.
Des colonies de R. fluvialis peuvent présenter une pigmentation due à l'accumulation de caroténoïdes dans les cellules. La production de caroténoïdes est associée à une résistance à la caspofungine.